# 絶好調W
『絶好調W』（ぜっこうちょうダブル）は、2015年4月22日から北陸放送（MROテレビ）で生放送されている石川県内向けの情報バラエティ番組である。 
本項目では、前身番組として2013年4月15日から2015年3月23日にかけて放送された『いしかわポジティブ宣言 月曜から絶好調!!』（いしかわポジディブせんげん げつようからぜっこうちょう!!）についても記述する。

## 概要
主なコーナーについては後述。

### いしかわポジティブ宣言 月曜から絶好調!!
月曜日の19時台に放送された情報番組で、通称は「絶好調」。開始当初は北陸地方のテレビ局においてプライムタイムでレギュラー放送される唯一の生放送番組で、MROテレビにおいてニュース以外の自社製作生放送番組は2008年9月末で終了した『金沢発evening 5 ごちそう FRIDAY』以来4年半ぶりであった。番組のマスコットは、「Z校長」と呼ばれるヒゲを生やし背中にギターを背負ったキャラクター。また、親指と人差し指でアルファベットのZを作ってポーズを決めるのが通例となっている。
第1回ゲストは、石川ミリオンスターズゼネラルマネージャー兼投手（当時）の木田優夫と三枝こころ。また、この日の放送では明石家さんまがVTRで出演している。

### 絶好調W
水曜日の19時台に放送時間を変更し、番組のコンセプトやキャラクターなどは前番組を踏襲。2018年3月までは、北陸地方ではプライムタイムでレギュラー放送される唯一の生放送番組であった。この番組からは、番組進行が司会も含めて座る形でのスタイルに変更され、芸能人（主にお笑いタレント）が週替わりでVTRにゲスト出演するのが定例となっている。ちなみに、第1回はスギちゃんがゲスト出演している。
番組放送時には、MROラジオにおいて、放送日当日の『イブニングワイド』においても番組宣伝が放送される。また、Yahoo! JAPANの「Yahoo!テレビGガイド」では、『絶好調W』の番組予告動画が配信されている。
ホームページでは放送後一週間（休止の場合は二週間以上）番組内容が閲覧できる。一週間を過ぎると番組内容は閲覧できない。
なお、2024年の初回放送は2024年1月10日は放送予定だったが、能登半島地震の影響で夕方のニュース『Atta』の特番に変更されたため。臨時休止した。その後、2024年2月14日から放送再開。

## 出演者
○は北陸放送アナウンサー（出演当時）。

### いしかわポジティブ宣言 月曜から絶好調!!
MC
- 角野達洋○
- 福島彩乃○ - 2013年度は「情報プレゼンター」として出演。

リポーター
- 前田慶次郎（村田彦二、金澤百万石武将隊）
- 皆川ともえ（2013年度）
- 小泉奈央（2014年度）
- NANA GIRLS+（ナナガールズプラス） - ネッツトヨタ石川のキャンペーンガール。

ナレーション
- 林恒広

### 絶好調W
MC
- 福島彩乃○（2015年4月 - 2016年6月）
- 須田健太郎○（2015年度）
- せとたけお（2016年4月 - 2018年9月）
- 大木文香（2016年7月 - 2020年3月、2016年6月までリポーター）[注 3]
- 小野塚愛美○（2017年度）
- アントニー（マテンロウ、2018年10月24日 - 2025年3月26日） - レギュラーゲスト扱い。
- 馬場ももこ[5]（2020年4月1日 - ）
- 保坂友美子◯（2020年度 - 2021年度途中まで）
- 石橋弘崇◯（2022年度 - 2024年9月）
- 鈴木大河（2024年10月 -  ）
- 近藤千優◯（2024年10月 - ）
- みやぞん（2025年4月9日 - ）※レギュラーゲストだったアントニーの後任。

リポーター
- 前田慶次郎（村田彦二、金澤百万石武将隊） - レギュラーゲスト扱い。
- 谷川恵一
- 土井悠平○（2017年度）
- 赤間有華○（2018年度)
- 牛田和希◯（2019年度 - ）
- 入江美寿々◯（2019年度 - ）
- 兵藤遥陽◯（2020年度 - ）

絶好調ガール（リポーター）
- 皆川ともえ（2019年3月まで）
- 豊田麻衣（2016年7月 - 2017年3月）
- 福田佳緒理（2016年7月 - 2017年3月）
- 高井麻由果（2018年4月 - ）
- 松本愛（2019年4月 - ）

その他
- 松井祐香里（ほくりくアイドル部、2019年 - ） - VAMOS!ツエーゲン
- NANA GIRLS+ - ナナシュラン
- 大トニー（マテンロウ、2018年10月 - ） - 準レギュラーゲスト扱いで、2020年3月までに4回出演。

ナレーション
- 川瀬裕子○（2017年度）
- 福島彩乃○（2018年4月 - 2018年12月）
- 西尾知亜紀○（2019年1月 - ）

また、番組開始から2017年3月まで芸能人が週替わりでゲスト出演していた。
- 谷川恵一◯ (2023年度 - )

## 主なコーナー
★印は両番組で放送されているコーナーを表す。

### いしかわポジティブ宣言 月曜から絶好調!!
イチバンボシ
- 番組の中核となる特集コーナー。石川県内のお店やグルメ、流行などを紹介している。特に、開業前の北陸新幹線や開催直前の金沢百万石まつりについては大きく取り上げている。

慶次郎が行く!
- 金澤百万石武将隊の前田慶次郎が石川県内外に出向き、人々と触れ合うコーナー。

何でもランキング
- 商品の売れ筋をベスト5のランキングとして紹介するコーナー。

ナナシュラン★
- NANA GIRLS+が石川県内のご当地グルメを食べ歩くコーナー。グループは15人編成であるが、そのうちの2人が出演する。コーナー名は『ミシュランガイド』のミシュランから名付けられている。

VAMOS!ツエーゲン★
- ツエーゲン金沢の選手や試合の様子などを紹介する情報コーナー。

### 絶好調W
特集コーナーについては前番組とは違いコーナー名を設けていない。
旬感!気になる! → トレンドジェニック
- 深く掘り下げる特集コーナーとは違い、話題の物事を比較的軽めに紹介している。

もてなしごはん
- 金沢を訪問した有名人が食した料理を紹介。

アントニーのあんやとに〜
- アントニーがリポーターとなって石川県内各地へリポートするコーナー。「あんやとに」は金沢弁で「ありがとうね」の意味。

石川グルメポリス
- 県内の飲食店を「食事件現場」として、刑事に扮した出演者が捜査。

わがまちレガシー
- 2017年4月12日より放送されているコーナー[6]。北陸放送開局65周年を記念して開始され、芸能人が石川県内の隠れた名所や名物（このコーナーではレガシーと称している）を巡る旅となっている。1自治体または1地域につき2回あるいは3回にわたって放送される。また同年10月からは、総集編として毎月第4土曜日の16:00 - 16:54に『絶好調W わがまちレガシー』として放送されている（この場合、レギュラー放送されている『出没!アド街ック天国』は休止）。訪問した芸能人などは以下のとおり（番組公式FacebookならびにTwitterも参照）。

| 自治体名または地域名      | 出演者 | 主な訪問地など |
| ------------------------- | --- | --- |
| 小松市                    | 遠藤章造（ココリコ） 八木真澄（サバンナ）                                                                  | 石川県立航空プラザ 小松市長の和田愼司（放送時点）とも対面。                                                                               |
| 七尾市                    | 菊地亜美 大川藍                                                                                            | 能登食祭市場 スギヨ本社 |
| 金沢市（金沢駅東）        | FUJIWARA （原西孝幸・藤本敏史）                                                                            | |
| 羽咋市                    | あばれる君 バッドナイス常田                                                                                | コスモアイル羽咋 |
| 河北郡内灘町              | 千原せいじ（千原兄弟） とにかく明るい安村                                                                  | 道の駅内灘サンセットパーク 内灘大橋 |
| 野々市市                  | じゅんいちダビッドソン アンミカ                                                                            | |
| 金沢市（せせらぎ通り）    | せとたけお（当時番組司会） ニッチェ                                                                        | |
| 加賀市（山中温泉）        | アントニー（マテンロウ、現番組司会） IMALU                                                                 | 栢野大杉 山中座 |
| 能美郡川北町              | 庄司智春（品川庄司） ワッキー（ペナルティ）                                                                | |
| 金沢市（片町）            | Wエンジン                                                                                                  | 2018年1月10日の放送においては、石川テレビ放送内の送信塔での落雷・火災により広範囲で停波し放送が中断。翌週に当コーナーは振替放送となった。 |
| 鳳珠郡穴水町              | U字工事 | |
| 河北郡津幡町              | 月亭方正 桂三度                                                                                            | 倶利伽羅不動寺 石川県森林公園 |
| 金沢市（犀川沿い）        | おのののか まえだゆう                                                                                      | 妙立寺 |
| 白山市鶴来                | レッド吉田（TIM） 山根良顕（アンガールズ）                                                                 | 白山比咩神社 石川県ふれあい昆虫館 獅子吼高原                                                                                              |
| 輪島市                    | 馬場裕之（ロバート） 椿鬼奴                                                                                | のと里山空港 日本航空大学校 白米千枚田 |
| 金沢市（金石・大野）      | 遼河はるひ 虻川美穂子（北陽）                                                                              | |
| 珠洲市                    | ナイツ | 見附島 |
| 小松市・粟津温泉          | ガリットチュウ（福島善成、のちに熊谷岳大も合流） 山崎静代（南海キャンディーズ） 大島麻衣（粟津温泉編のみ） | 木場潟 日本自動車博物館 |
| 金沢市（尾張町）          | 鈴木奈々 ぺえ                                                                                              | |
| 羽咋郡志賀町              | 阿佐ヶ谷姉妹                                                                                               | |
| 能美市                    | 植野行雄（デニス） 横澤夏子 アントニー（同期として初回のみ出演）                                           | 松井秀喜ベースボールミュージアム 手取フィッシュランド                                                                                     |
| 鳳珠郡能登町              | JOY 紺野ぶるま                                                                                             | |
| 金沢市（森本）            | ニッチェ                                                                                                   | 金沢おぐら座 |
| 羽咋郡宝達志水町 かほく市 | おかずクラブ                                                                                               | この回で石川県内を一巡。2019年3月13日にこれまでの総集編が放送された。                                                                     |

2019年4月以降は以下のとおり。
- 金沢市：レインボー（金澤表参道）、狩野英孝・IMALU（浅野川界隈）
- 白山市：真栄田賢（スリムクラブ）・DJ KOO（松任）

## 放送時間
いしかわポジティブ宣言 月曜から絶好調!!
- 月曜日 19:00 - 19:54（2013年4月15日 - 2014年3月10日）
  - 2013年度については、『ニッポンど真ん中!』が自社制作分に限ってこの番組を休止して放送。
- 月曜日 19:00 - 19:57（2014年4月14日 - 2015年3月23日）

絶好調W
『水トク!』の拡大放送時あるいは『ニッポンど真ん中!』放送時（2017年度以降、自社制作分のみ）は休止になる場合がある。
- 水曜日 19:00 - 19:56（2015年4月22日 - 2017年9月20日）
- 水曜日 19:00 - 20:00（2017年10月4日 - 2018年3月14日）
- 水曜日 19:00 - 19:58（2018年4月4日 - ）

## 差し替え対象となっている番組
いしかわポジティブ宣言 月曜から絶好調!!
- 私の何がイケないの?
  - 2013年3月までは通常時同時ネット[注 4]だったが、本番組開始に伴い同年4月から不定期放送[注 5]となり、2014年2月より月曜 14:50 - 15:45に遅れネットする形でレギュラー放送再開[注 5]。本番組の水曜19時台への枠移動（同時に『絶好調W』に改題）に伴い2015年4月より同時ネットに復帰した。

絶好調W
- トコトン掘り下げ隊!生き物にサンキュー!!（2015年4月 - 2018年9月）
  - 2015年3月までは通常時同時ネット[注 4]だったが、本番組の同枠への移動に伴い同年4月より不定期放送となっている。
- 東大王（2018年10月 - 2024年9月）
  - 2018年9月まで日曜 19:00 - 20:00に放送され、2018年10月改編でTBSテレビでは水曜 19:00 - 20:00に枠移動、MROテレビでは不定期放送[注 6]となっているが、まれに同番組を休止して臨時ネットで放送する場合がある。19:00から3時間のスペシャル番組を放送する場合もある。なお、2020年4月22日から5月13日まで、2021年2月3日と翌週2月10日は、本番組が新型コロナウイルス感染拡大に伴う緊急事態宣言の影響で臨時休止したため、差し替えとして東大王を同時ネットしている。

- 世界くらべてみたら（2024年10月 - ）

## コラボレーション企画
はなまるうどんとのコラボレーション
2016年、番組の企画で誕生した「金沢カツカレーうどん」（金沢カレーを讃岐うどんにトッピングしたうどん）と「焼きいなり茶漬け」（数量限定）を石川県内のはなまるうどんで同年1月28日から3月27日までの予定で販売。なお、予定よりも早く3月21日に販売を終了した。
翌年の2017年には、2016年の際5000杯以上の販売実績を得て、第2弾のコラボレーションメニューを開発。前回の「金沢カツカレーうどん」のほかに、カツを2枚乗せた「Wカツ金沢カレーうどん」（Wには2枚のWと番組名のWの意味がある）と、カツ・コロッケ・から揚げ・半熟卵の4品を乗せた「爆盛り金沢カレーうどん」の3品とし、同年2月9日から石川県内のはなまるうどんで販売した。

## エピソード
石川県出身のダンディ坂野が2014年2月7日に大宮駅 - 長野駅間で行われた北陸新幹線開業前の新型車両試乗会に参加。芸能人としては初めて北陸新幹線に使用される車両E7系に乗車した。この模様は同年2月9日の『いしかわポジティブ宣言 月曜から絶好調!!』において放送されている。これ以降、北陸新幹線関連の企画においてはリポーターとして出演。さらに開業当日、2015年3月14日の北陸放送の特別番組にもゲストとして出演している。